# Selenia eblanaria
Selenia eblanaria är en fjärilsart som beskrevs av Baynes 1952. Selenia eblanaria ingår i släktet Selenia och familjen mätare. Inga underarter finns listade.